# Aero A.102
Aero A.102 là một loại máy bay tiêm kích của Tiệp Khắc trong thập niên 1930.

## Tính năng kỹ chiến thuật (A.102)
Dữ liệu lấy từ The Complete Book of Fighters
Đặc tính tổng quan
- Kíp lái: 1
- Chiều dài: 7,30 m (23 ft 11 in)
- Sải cánh: 11,50 m (37 ft 9 in)
- Diện tích cánh: 18,50 m2 (199,1 foot vuông)
- Trọng lượng rỗng: 1.478 kg (3.258 lb)
- Trọng lượng có tải: 2.036 kg (4.489 lb)
- Động cơ: 1 × Walter-built Gnome-Rhône 14Kfs Mistral Major , 600 kW (800 hp)

Hiệu suất bay
- Vận tốc cực đại: 434 km/h (270 mph; 234 kn)
- Tầm bay: 670 km (416 mi; 362 nmi)
- Thời gian lên độ cao: 5,8 phút lên độ cao 5.000 m (16.405 ft)

Vũ khí trang bị

- Súng: 4× súng máy Mk 30 (Vz.30) 7,92 mm (0.312 in)